# Chicken Garlic steak アカペラジオ
Chicken Garlic steak アカペラジオ（チキン ガーリック ステーキ アカペラジオ）は、東海ラジオ放送で放送されていたラジオ番組。2013年4月7日～2022年3月23日放送。

## 概要
アカペラグループチキンガーリックステーキが本メンバーの最新情報や、メンバーのトークなど、楽曲と共に届けるラジオ番組。ダイドードリンコ一社提供。

## パーソナリティー
- チキンガーリックステーキ

## 放送時間
- 不明 - 2016年9月：日曜 10:20 - 10:45
- 2016年10月 - 2017年3月：日曜 10:10 - 10:30
- 2017年4月 - ：土曜 13:00 - 13:15

| スタブアイコン | サブスタブ | この項目は、まだ閲覧者の調べものの参照としては役立たない、ラジオ番組に関連した書きかけの項目です。この項目を加筆・訂正などしてくださる協力者を求めています（P:ラジオ/PJ:放送番組）。 |